# ダニエル・ロドリゲス
ダニエル・ロドリゲス（Daniel Rodriguez、1986年12月31日 - ）は、アメリカ合衆国の男性総合格闘家。カリフォルニア州アルハンブラ出身。ザ・ヤード・ムエタイ/BMFランチ/シンジケートMMA所属。UFC世界ウェルター級ランキング13位。

## 来歴
カリフォルニア州ロサンゼルスでギャングに関係する家庭に生まれ、ストリートや刑務所で喧嘩に明け暮れる日々を送った。スポーツ経験無しながらボクシングのトレーニングを始め、20代半ばに総合格闘技のトレーニングを始めた。2015年にプロ総合格闘技デビュー。Bellator等の団体に出場し、11戦10勝の戦績を残した。
2019年7月30日、Dana White's Contender Seriesに出場しリコ・ファリントンに判定勝ちを収めるがUFCとの契約は獲得できなかった。

### UFC
2020年2月15日、UFC初出場となったUFC Fight Night: Anderson vs. Błachowicz 2でティム・ミーンズと対戦し、ギロチンチョークで2R一本勝ち。パフォーマンス・オブ・ザ・ナイトを受賞した。
2021年8月28日、UFC on ESPN: Barboza vs. Chikadzeでケビン・リーと対戦し、3-0の判定勝ち。
2022年11月5日、UFC Fight Night: Rodriguez vs. Lemosでウェルター級ランキング13位のニール・マグニーと対戦し、ダースチョークで3R一本負け。
2023年10月17日、ネバダ州アスレチック・コミッションが、7月28日の抜き打ち検査でロドリゲスからオスタリンとLGD-4033の陽性反応が検出されたため、ロドリゲスに6カ月間の出場停止処分を科した。

## 戦績
| 総合格闘技 戦績 | 総合格闘技 戦績 | 総合格闘技 戦績 | 総合格闘技 戦績 | 総合格闘技 戦績 | 総合格闘技 戦績 | 総合格闘技 戦績 |
| --------------- | --------------- | --------------- | --------------- | --------------- | --------------- | --------------- |
| 25 試合         | (T)KO           | 一本            | 判定            | その他          | 引き分け        | 無効試合        |
| 20 勝           | 9               | 4               | 7               | 0               | 0               | 0               |
| 5 敗            | 1               | 1               | 3               | 0               | 0               | 0               |

| 勝敗 | 対戦相手                   | 試合結果                             | 大会名                                          | 開催年月日     |
| ○    | ケビン・ホランド           | 5分3R終了 判定3-0                    | UFC 318: Holloway vs. Poirier 3                 | 2025年7月19日  |
| ○    | サンチアゴ・ポンジニッビオ | 3R 1:12 TKO（左フック→パウンド）     | UFC on ESPN 66: Sandhagen vs. Figueiredo        | 2025年5月3日   |
| ○    | アレックス・モロノ         | 5分3R終了 判定2-1                    | UFC Fight Night: Royval vs. Taira               | 2024年10月12日 |
| ×    | ケルヴィン・ガステラム     | 5分3R終了 判定0-3                    | UFC on ABC 6: Whittaker vs. Aliskerov           | 2024年6月22日  |
| ×    | イアン・ギャリー           | 1R 2:57 TKO（右ハイキック→パウンド） | UFC on ABC: Rozenstruik vs. Almeida             | 2023年5月13日  |
| ×    | ニール・マグニー           | 3R 3:33 ダースチョーク               | UFC Fight Night: Rodriguez vs. Lemos            | 2022年11月5日  |
| ○    | リー・ジンリャン           | 5分3R終了 判定2-1                    | UFC 279: Diaz vs. Ferguson                      | 2022年9月10日  |
| ○    | ケビン・リー               | 5分3R終了 判定3-0                    | UFC on ESPN 30: Barboza vs. Chikadze            | 2021年8月28日  |
| ○    | プレストン・パーソンズ     | 1R 3:47 TKO（パウンド）              | UFC on ESPN 26: Makhachev vs. Moisés            | 2021年7月17日  |
| ○    | マイク・ペリー             | 5分3R終了 判定3-0                    | UFC on ABC 2: Vettori vs. Holland               | 2021年4月10日  |
| ×    | ニコラス・ダルビー         | 5分3R終了 判定0-3                    | UFC 255: Figueiredo vs. Perez                   | 2020年11月21日 |
| ○    | ドワイト・グラント         | 1R 2:24 KO（左フック→パウンド）      | UFC on ESPN 15: Munhoz vs. Edgar                | 2020年8月22日  |
| ○    | ガブリエル・グリーン       | 5分3R終了 判定3-0                    | UFC on ESPN 9: Woodley vs. Burns                | 2020年5月30日  |
| ○    | ティム・ミーンズ           | 2R 3:37 ギロチンチョーク             | UFC Fight Night: Anderson vs. Błachowicz 2      | 2020年2月15日  |
| ○    | クイントン・マッコットレル | 2R 1:48 TKO（パンチ連打）            | SMASH Global 9 【SGウェルター級タイトルマッチ】 | 2019年12月19日 |
| ○    | リコ・ファリントン         | 5分3R終了 判定3-0                    | Dana White's Contender Series 22                | 2019年7月30日  |
| ○    | イヴァン・カスティージョ   | 2R 2:31 KO（右膝蹴り）               | Combate 31                                      | 2019年2月22日  |
| ○    | オジー・アルバレス         | 3R 2:41 TKO（パンチ連打）            | Combate 25                                      | 2018年9月28日  |
| ○    | アレックス・ベラスコ       | 3R 2:41 リアネイキドチョーク         | Combate 23                                      | 2018年5月18日  |
| ○    | ジャスティン・ベーズマン   | 2R 1:17 TKO（パンチ連打）            | CXF 11                                          | 2018年2月17日  |
| ×    | ビクター・レイナ           | 5分3R終了 判定1-2                    | Combate 19                                      | 2017年12月1日  |
| ○    | ヨエル・チャンピオン       | 1R 1:55 TKO（左フック→パウンド）     | Combate 13                                      | 2017年3月4日   |
| ○    | クリスチャン・ゴンザレス   | 2R 3:55 TKO（パンチ連打）            | Bellator 170                                    | 2017年1月21日  |
| ○    | ヘクター・サルダーニャ     | 1R 3:45 肩固め                       | Combate 8                                       | 2016年8月11日  |
| ○    | クリストファー・ゲイツ     | 1R 4:54 腕ひしぎ十字固め             | KOTC: Sanctioned                                | 2015年6月14日  |

## 獲得タイトル
- SGウェルター級王座（2019年）

## 表彰
- UFCパフォーマンス・オブ・ザ・ナイト（1回）